# Loeflingia
El género Loeflingia es un grupo de plantas de la familia de las Caryophyllaceae. Tiene 17 especies descritas y de estas, solo 4 aceptadas.

## Descripción
Son plantas anuales pequeñas con tallos glandular-pubescentes, rígidos, dicotómicamente ramificados. Hojas opuestas o falsamente agrupadas, setaceoas, subuladas o filiformes, con estípulas adnatas a la hoja. Flores axilares, solitarias o agrupadas, sésiles.  Cápsula con 3  válvas. Semillas obovoides; embrión algo curvado.
En su Histoire physiologique des plantes d'Europe publicada en 1841, el botánico Jean Pierre Étienne Vaucher (1763-1841) describe dos especies del género Loeflingia:
- Loeflingia hispánica, una especie que habita las costas del Mediterráneo
- Loeflingia pentandra, una especie que se encuentra en España cerca de Valencia

## Taxonomía
El género fue descrito por Carlos Linneo y publicado en Species Plantarum 1: 35. 1753. La especie tipo es: Loeflingia hispanica L.	
Etimología
Loeflingia. nombre genérico que fue otorgado en honor al botánico sueco Pehr Löfling (1729-1756). 

## Especies aceptadas
A continuación se brinda un listado de las especies del género Loeflingia aceptadas hasta octubre de 2013, ordenadas alfabéticamente. Para cada una se indica el nombre binomial seguido del autor, abreviado según las convenciones y usos.
- Loeflingia baetica Lag.
- Loeflingia hispanica L.
- Loeflingia squarrosa Nutt.
- Loeflingia tavaresiana Samp.